# Tipula (Eumicrotipula) carizona
Tipula (Eumicrotipula) carizona is een tweevleugelige uit de familie langpootmuggen (Tipulidae). De soort komt voor in het Neotropisch gebied.